# Interview (film 2007)
(Tagline del film)
Interview è un film del 2007 diretto da Steve Buscemi, remake dell'omonimo film olandese del 2003, scritto da Theodor Holman e diretto da Theo van Gogh.

## Trama
La versione americana vede davanti alla camera da presa lo stesso Buscemi nei panni del giornalista Pierre Peders (originariamente interpretato da Pierre Bokma). Peders viene costretto dal suo editore a intervistare la star di una soap opera, Katya, interpretata da Sienna Miller (Katja Schuurman, nell'originale olandese).

## Curiosità
- Il camion tampona l'auto su cui è a bordo Pierre Peders sfoggia la scritta Van Gogh come sponsor, probabilmente un omaggio del regista al film a cui il film è ispirato.
- Il fratello di Pierre, presente all'inizio del film, è in realtà il vero fratello di Steve Buscemi.